# Le Chalet (Fernsehserie)
Le Chalet ist eine französische Miniserie von Alexis Lecaye und Camille Bordes-Resnais, die vom 26. März bis zum 9. April 2018 auf France 2 ausgestrahlt wurde und in Deutschland am 17. April 2018 auf Netflix veröffentlicht wurde. Die deutsche Free-TV-Premiere fand am 7. und 8. April 2020 auf One statt.

## Handlung
Die Geschichte dreht sich um das Chalet des Glaces beim fiktiven Alpendorf Valmoline und erzählt 3 Handlungsstränge verschiedener Zeitebenen in den Jahren 2017, 2018 und 1997.

### 2018
Sébastien Genesta wird von Dr. M. Segur für ein psychiatrisches Gutachten befragt. Ihm werden verschiedene Bluttaten in Valmoline vorgeworfen. Außerdem vermutet die Psychiaterin Wahnvorstellungen.

### 2017
Eine Gruppe ehemaliger Jugendfreunde aus dem Dorf und ihre aktuellen Lebenspartner treffen sich zu einer Feier auf dem Chalet wieder, doch nachdem alle Verbindungen zur Außenwelt gekappt werden und es die ersten Verletzten und Vermissten gibt, beginnt für einige ein Kampf darum, das Überleben der Gruppe zu sichern und die Wahrheit aufzudecken.

### 1997
Die Familie Rodier zieht in das Chalet, damit der Schriftsteller Jean-Louis nach seinem erfolgreichen Debütroman zu seinem nächsten Buch inspiriert wird. Er beginnt eine Affäre mit Muriel, über die er sein Buch schreibt. Sein 13-jähriger Sohn Julien beginnt eine Beziehung mit der gleichaltrigen Alice, einem Mädchen aus dem Dorf. Eines Nachts verschwindet die Familie einfach. Sie waren die letzten Bewohner des Chalets für die nächsten 20 Jahre.

## Figuren
Die Rodiers: ziehen 1997 in das Chalet.
- Jean-Louis, 44, ist nach seinem Erstlingswerk ein erfolgloser Schriftsteller und soll im Dorf neue Inspiration finden.
- Françoise, seine Ehefrau und die Mutter von Julien und Amélie, hat in ihrer Jugend im Dorf gelebt und mit Philippe geschlafen. Sie möchte das Chalet in ein Ferienhaus umwandeln.
- Julien, 13, beginnt eine Beziehung mit Alice.
- Amélie, seine Schwester.
- Alexandre Grossange, ein Cousin von Françoise, war früher ein brillanter Mathematiker, der eine Fields-Medaille gewonnen hat, lebt aber nun als Eremit im Wald.

Die Personnaz:
- Muriel, Philippes Schwester, hat früher mit Etienne geschlafen. 1997 führt sie die Bar im Wirtshaus und beginnt eine Affäre mit Jean-Louis. 2017 kümmert sie sich mit ihrem Bruder um das Chalet.
- Philippe, Florences Mann, war früher ein Jugendfreund von Françoise. Er ist der Eigentümer des Wirtshauses und hat 1997 eine Affäre mit Christine. Er, sein Sohn Laurent und Geschäftspartner Olivier wollen das Chalet 2017 in ein Hotel umwandeln.
- Florence, Philippes Frau, betreibt einen Sportartikelladen.
- Laurent und Thierry, die Söhne von Philippe und Florence, von klein auf mit Sébastien befreundet.
  - Erika, 2017 Thierrys Frau; die beiden haben oft Streit.
  - Tiphaine, 2017 Laurents Verlobte; die beiden wollen im Chalet heiraten.

Die Genesta:
- Christine, Étiennes Schwester und Bardame im Wirtshaus, hat 1997 eine Affäre mit Philippe.
- Etienne, Sébastiens Vater, hat früher mit Muriel geschlafen und steht 1997 immer noch auf sie, obwohl sie ihn immer wieder zurückweist.
- Sébastien, Étiennes Sohn, ist schon seit ihrer Kindheit mit Thierry und Laurent befreundet und steht auf Alice, auch wenn er sie immer wieder ärgert. 2017 ist er mit Maud zusammen, aber will immer noch Alice; später wird er der Ereignisse im Chalet beschuldigt.
  - Maud Dautremer, Schauspielerin und Hostesse, 2017 Sébastiens Gespielin.

Die Bordaz:
- Milou, ein Tischler und Alices Vater.
- Alice, Milous Tochter und die beste Freundin von Manu, beginnt 1997 eine Beziehung mit Julien. Sie beherrscht das Bogenschießen.
  - Fabio Romani, ein Chefkoch und 2017 Alices Lebensgefährte.

Andere:
- Emmanuel „Manu“ Laverne, Alices bester Freund, ist 2017 Elektroingenieur und zieht ins Chalet. Er will dort mit Adèle Hochzeit feiern.
  - Adèle, 2017 Manus schwangere Verlobte. Sie hat manchmal Anzeichen von Panikattacken wegen eines traumatischen Ereignisses in ihrer Vergangenheit.
- Olivier Salvet, 2017 ein Geschäftspartner von Laurent, dem Sohn von Philippe.
  - Mathilde Raynard, Oliviers Lebensgefährtin, und Léonore „Leo“, deren Tochter.
- Paul, Postbote, und Gaspard, ein Freund von Etienne; zwei Bewohner des Dorfes.
- Dr. M. Segur, Psychiaterin.

## Episodenliste
| Nr. | Deutscher Titel | Originaltitel | Erstausstrahlung Frankreich | Deutschsprachige Erstveröffentlichung (D/A/CH) | Regie                  | Drehbuch                              |
| --- | --------------- | ------------- | --------------------------- | ---------------------------------------------- | ---------------------- | ------------------------------------- |
| 1 | Folge 1         | Épisode 1     | 26. März 2018               | 17. Apr. 2018                                  | Camille Bordes-Resnais | Camille Bordes-Resnais, Alexis Lecaye |
| 2018: Sébastien Genesta wird für ein psychiatrisches Gutachten befragt, weil ihm die Ereignisse vor sechs Monaten vorgeworfen werden. Die Gutachterin befragt ihn nach Adèle, die niemand sonst gesehen haben soll, sodass er glaubt, sie wolle ihm unterstellen, sich Adèle ausgedacht zu haben, um ihr die Taten unterschieben zu können. Sébastien fragt nach Alice und berichtet, dass sie als Kinder zusammen gewesen seien und auch beim Wiedersehen schwach geworden seien. 2017: Manu, der früher in der Nähe wohnte, und seine schwangere Verlobte Adèle ziehen in das Chalet. Als er ihr das Dorf zeigt, treffen sie auf Alexandre, der Adèle anspricht, als würde er sie von früher erkennen. Sie befragt Manu und Muriel über die Familie, die als letzte vor 20 Jahren in dem Chalet gewohnt hat. In der Nacht ist Gaspard verschwunden und Paul wird überfallen. Am nächsten Tag holt Manu vom Bahnhof alte Jugendfreunde mit deren aktuellen Lebenspartnern ab, darunter seine beste Freundin Alice, die genervt ist, dass Sébastien dabei ist. Hinter dem Autokorso stürzt ein Felsen auf eine Brücke und zerstört so den Weg zur Außenwelt. 1997: Die Familie Rodier zieht in das Chalet, damit der erfolglose Schriftsteller Jean-Louis für ein neues Buch inspiriert wird. Françoise stellt ihre Kinder ihrem Verwandten Alexandre vor. In dem Wirtshaus von Valmoline freundet Jean-Louis sich mit Muriel an und schlägt ihr vor, über sie zu schreiben. Sein Sohn Julien trifft Alice, die ihm ihr Baumhaus zeigt, als Sébastien vorbeikommt, um sie zu ärgern. Nachdem die beiden ihn vertrieben haben, kommt es zum Kuss zwischen Julien und Alice. |                 |               |                             |                                                |                        |                                       |
| 2 | Folge 2         | Épisode 2     | 26. März 2018               | 17. Apr. 2018                                  | Camille Bordes-Resnais | Camille Bordes-Resnais, Alexis Lecaye |
| 2018: Sébastien wird über einen Vorfall vor 10 Jahren befragt, als eine Angestellte ihn der sexuellen Belästigung beschuldigt hat. Er behauptet, sie habe es aus Rache getan, weil ihr Verhältnis für ihn nichts Ernstes war, und bezeichnet die Frau als verrückt. Außerdem fragt die Gutachterin ihn nach Erika, von der sie nicht weiß, ob sie noch lebt. 2017: Im Chalet angekommen bemerkt die Gruppe, dass Internet, Festnetz und Mobilfunk nicht funktionieren. In der Nacht hat Sébastien einen Streit mit den Personnaz’, weil er behauptet, damals mit Alice zusammen gewesen zu sein; am nächsten Morgen beteuert er ihr gegenüber, dass er sich geändert habe und bedaure, was er ihr angetan habe. Ein Teil der Gruppe bricht auf, um die Relaisstation zu untersuchen, als Laurent im Wald in eine Bärenfalle tritt. Während die übrigen eine Trage bauen, gehen Manu und Alice weiter und finden das Relais mutwillig zerstört vor. 1997: Während Julien und Alice im Wald sind, werden sie von Sébastien und den Personnaz-Brüdern angegriffen. Alice ist an einen Baum gefesselt, kann sich befreien und findet Julien nackt an Pflöcke gebunden. Sein Vater beschwert sich bei den Eltern Personnaz’ und warnt sie, falls so etwas nochmal vorkommen sollte, während Philippe das Verhalten der Jungs verteidigt. Muriel, die Lotto gespielt hat, träumt Jean-Louis von einer Weltreise vor und gibt ihm den Lottoschein mit der Bitte, er solle sie mit dem Gewinnen auf ihre Weltreise mitnehmen. Als die Männer des Dorfes ins Wirtshaus kommen, machen sie ihn zu ihrem Trink- und Poker-Kumpanen. Am nächsten Morgen errichtet Julien, nachdem er ein totes Kaninchen gefunden hatte, eine Falle im Wald und Alice stellt ihm Manu vor. Im Dorf entdeckt er seinen Vater mit Muriel. In der Nacht treffen die beiden sich und schlafen miteinander. |                 |               |                             |                                                |                        |                                       |
| 3 | Folge 3         | Épisode 3     | 2. Apr. 2018                | 17. Apr. 2018                                  | Camille Bordes-Resnais | Camille Bordes-Resnais, Alexis Lecaye |
| 2018: Die Gutachterin macht mit Sébastien einen Wort-Assoziationstest. Nachdem er auf “Frauen” mit “Nutten” antwortet, reagiert er auf weitere Fragen wütend und weigert sich, weiter zu kooperieren. 2017: Während im Chalet Muriel und Tiphaine sich um Laurent kümmern, suchen Alice und Sébastien Grossange auf, der sie warnt, dass es weitere Tote geben wird. Erika, die nach einem Streit mit Thierry nachts im Dorf spazieren geht, hat einen Unfall und taucht am nächsten Morgen nicht mehr auf. Um die Bergwacht zu benachrichtigen, klettert Thierry von der Brücke ins Tal herunter, wo er an einem Fluss im Wald Erika findet, als er über sie gebeugt selbst von einem Pfeil im Rücken getroffen wird. Nachdem Philippe Tiphaine abgelöst hat, verstirbt Laurent bald darauf. Mit Philippe legen Manu und Olivier die Leiche in die Kühlkammer, als die Tür zufällt und sie eingesperrt sind. 1997: Sébastien tappt in Juliens Falle, die ihn am Kopf verletzt, und rächt sich dafür, indem er in Alices Baumhaus scheißt. Jean-Louis erzählt Muriel in seinem Arbeitszimmer, dass er sein unfertiges Werk, das sie noch nicht lesen darf, “Muriel” nennen will und dass er sie liebt. Irgendwann später bemerkt der Postbote Paul, dass im Chalet die Rodiers und ihre Sachen plötzlich nicht mehr da sind, was er den Personnaz erzählt. Florence wundert sich, wo Philippe in der Nacht zuvor gewesen war, weil er erst um 4 Uhr morgens nach Hause gekommen war. Alice hat eine Kopfverletzung und kann sich nicht mehr erinnern, was sie in der Nacht zuvor gesehen hat. Die Polizei, von Philippe gerufen, durchsucht den Wald mit einer Hundestaffel und findet am See einen Kinderschuh. Am Tag vorher haben sich Muriel und Jean-Louis am See getroffen: während sie will, dass er seine Frau verlässt, trennt er sich von Muriel, jetzt da das Buch fertig ist. Julien hat eine Umarmung der beiden beobachtet und reagiert später abweisend gegen seinen Vater. |                 |               |                             |                                                |                        |                                       |
| 4 | Folge 4         | Épisode 4     | 2. Apr. 2018                | 17. Apr. 2018                                  | Camille Bordes-Resnais | Camille Bordes-Resnais, Alexis Lecaye |
| 2018: Sébastien soll aus seiner Kindheit berichten, die er als “super” bezeichnet. Seine Mutter hat ihn verlassen, als er sieben war, seiner Meinung nach habe sie ihn im Stich gelassen. Sein Vater hat nie erzählt, warum sie gegangen ist. 2017: Die Männer werden nur zufällig von Adèle aus der Kühlkammer befreit. Sie finden eine Schraube, die das Schloss blockiert hat, worauf Philippe glaubt, jemand wollte sie töten. Alice äußert gegenüber Manu den Verdacht, dass kein Fremder, sondern jemand aus der Gruppe für alles verantwortlich ist, und beschließt, mit Fabio in das Haus ihres Vaters zu ziehen, das sie dafür alleine putzt. Philippe geht mit einem Gewehr auf die Jagd und bedroht Grossange, den er verantwortlich macht, aber wird von hinten von jemandem niedergeschlagen. Manu und Olivier finden ihn verletzt im Wald. Der Angreifer hat ihm die Eheringe von Thierry und Erika in die Hand gelegt, was Philippe glauben lässt, dass die beiden tot sind. In der Nacht wird Tiphaine von einer Person, die Erikas Jacke trägt, nach draußen gelockt und mit einer Nagelpistole bedroht, aber Grossange hält die Person davon ab zu schießen, weil Tiphaine ihr nichts getan habe. Am frühen Morgen brechen Manu, Olivier und Philippe zur Brücke auf und Olivier und Philippe klettern ins Tal, um Hilfe zu holen. Während Manu von oben zusehen muss, wird Philippe von einem Schuss im Rücken getroffen, und auch Olivier kippt um. Sébastien sucht mit einem Gewehr in der Hand Maud, die er vertraut mit Fabio in der Küche findet. Sauer überrascht er Alice beim Duschen. 1997: Die Polizei befragt Grossange in seinem Haus, der behauptet, nichts mehr von den Rodiers gehört zu haben. Aber in Wahrheit hat er Julien und Amélie auf seinem Dachboden versteckt. Florence verlangt von Philippe, dass er Christine kündigt, und droht ihm, dass sie sonst mit dem Verdacht zur Polizei geht, dass er etwas mit dem Verschwinden der Rodiers zu tun habe. In der Nacht ihres Verschwindens haben Jean-Louis und Françoise einen Streit wegen Muriel. Während Sébastien draußen Schmiere steht, dringen Philippe, Étienne, Christine und Muriel in das Chalet ein: Christine legt auf einem Heuboden Planen aus, die Männer betreten mit Gewehren das Schlafzimmer und Muriel schaut im Arbeitszimmer das Typoskript an. |                 |               |                             |                                                |                        |                                       |
| 5 | Folge 5         | Épisode 5     | 9. Apr. 2018                | 17. Apr. 2018                                  | Camille Bordes-Resnais | Camille Bordes-Resnais, Alexis Lecaye |
| 2018: Sébastien gibt seine Meinung zum Thema Vergewaltigung wieder. Frauen würden häufig nur Nein sagen, um sich begehrt zu machen, und Männer sollten beharrlich sein. Dabei heftiger vorzugehen sei Ausdruck von Männlichkeit. So sei das eben in der Natur. Man dürfe daher auch mit Frauen schlafen, die Nein gesagt haben. 2017: Sébastien trennt sich wegen Alice von Maud und sagt ihr, sie solle ins Chalet ziehen. Manu kommt wieder im Dorf an und berichtet erst Muriel und Christine, dann den übrigen Frauen im Chalet von Philippes und Oliviers Tod, worauf Mathilde erwähnt, dass sie Sébastien mit einem Gewehr gesehen hat, wodurch er nun verdächtigt wird. Fabio entdeckt im Badezimmer Blutspuren, aber Alice hat das Haus schon wieder verlassen, sodass er mit Manu nach ihr sucht. Im Wald am Baumhaus erzählt Alice Manu, dass Sébastien sie vergewaltigt hat. Nachdem Maud wieder ins Chalet gekommen ist, verbarrikadieren die Frauen sich und lassen Sébastien nicht mehr ein. Im Glauben, dass auch sie sterben werden, will Christine den anderen von der Nacht vor 20 Jahren gestehen, worauf Étienne sie erschießt, aber im letzten Moment sagt sie noch, die Kinder der Rodiers seien zurückgekehrt. Als Sébastien wieder zu seinem Vater kommt, sieht er das Blut von Christine an der Wand und bedroht Étienne mit dem Gewehr. Nachdem Muriel in Trauer der schwangeren Adèle von dem Mann erzählt, mit dem sie vor 20 Jahren ein Kind wollte, nämlich Jean-Louis, hat Adèle Erinnerungen an die Stimmen und Schreie aus der damaligen Nacht. Tiphaine hat sich nach der Nachricht von den Toden neben Laurent in die Kühlkammer gelegt. 1997: Nachdem Philippe und Étienne das Ehepaar Rodier auf die Planen geführt und erschossen haben, nimmt Christine den Lottoschein an sich und sucht nach den Kindern, die aber nicht mehr in ihren Zimmern sind. Als Julien Stimmen gehört hat, hat er sich mit seiner Schwester erst im Schrank versteckt, ist dann mit ihr durchs Fenster abgehauen und in den Wald gelaufen. Mit einem Signal weckt er Alice. Am Chalet beobachtet sie von einem Baum aus, wie etwas in ein Auto geladen wird, als Sébastien sie von hinten greift und bedroht. Sie läuft vor ihm weg, fällt hin und stößt sich den Kopf. Erst am nächsten Tag wacht sie auf und geht nach Hause; ihr Vater bringt sie beim Anblick der Kopfwunde ins Krankenhaus, sodass sie erst später von Sébastien erfährt, die Rodiers seien abgereist. |                 |               |                             |                                                |                        |                                       |
| 6 | Folge 6         | Épisode 6     | 9. Apr. 2018                | 17. Apr. 2018                                  | Camille Bordes-Resnais | Camille Bordes-Resnais, Alexis Lecaye |
| 2018: Sébastien soll über seinen Vater sprechen und gibt Antworten, dass er früher, wenn er sich Étienne widersetzt hatte, verprügelt worden war, bis er groß genug war zurückzuschlagen. Er sagt, es gebe keine Gerechtigkeit, nur das Gesetz des Stärkeren, das Gesetz der Natur. Am Ende lautet das Fazit der Gutachterin, dass Sébastien bezüglich der Ereignisse im Chalet in einer imaginären Welt lebe und, wenn er verurteilt wird, in eine psychiatrische Anstalt eingewiesen werden solle. 1997: Am Tag vor der Mordnacht erhält Christine im Wirtshaus einen Anruf, dass Muriels Lottoschein 70 Millionen Franc gewonnen habe, und verkündet es Philippe und Muriel. Muriel sagt aber, dass sie den Schein Jean-Louis geschenkt hat, und verabredet sich mit ihm am See. Étienne beschließt, dass der Tourist den Gewinn nicht verdient habe und sie sich den Schein wiederholen sollten. Es kommt zu dem Treffen zwischen Jean-Louis und Muriel, bei dem er sich endgültig von ihr trennt. Wütend verspricht sie ihm, dass sie ihm das Ende zu seinem Buch liefern werde. Nach der Mordnacht hat Philippe Angst wegen Florences Drohung. Er und Christine bringen seine Frau um und lassen es aussehen, als habe sie sich in der Badewanne selbst umgebracht. Julien und Amélie sind bei Grossange, der sie unter anderen Namen bei Leuten unterbringen will, die sich um sie kümmern werden. Julien beklagt, dass die Dorfbewohner unbestraft davonkommen sollen, und beschließt, dass er und Amélie irgendwann zurückkehren werden. 2017: Muriel geht in Trauer zum See, um sich zu ertränken, wird aber vorher am Steinufer erschossen. Beim Kochen entdeckt Mathilde in der Kühlkammer die erfrorene Tiphaine, aber verschweigt es gegenüber Maud. Étienne behauptet gegenüber Sébastien, die Kinder der Rodiers hätten Christine umgebracht. Sie verdächtigen Fabio und Maud, Julien und Amélie zu sein. Als Alice und Fabio zum Chalet aufbrechen, bleibt Fabio zurück und ist plötzlich verschwunden. Die Genestas haben ihn gefesselt und Étienne erschießt ihn. Adèle gesteht Manu, dass sie Amélie ist und die Leute umgebracht hat. Sie sperrt ihn ein und verlässt mit einer Waffe das Chalet. Im Dorf lockt sie Sébastien heraus, als der von jemandem niedergeschlagen wird – von Olivier, der eigentlich Julien ist. Alice kommt auf der Suche nach Fabio ins Chalet und erfährt dort von Manu, dass Adèle Amélie ist und dass er Fabio verdächtigt, ihr Komplize Julien zu sein. Nachdem Manu und Alice das Chalet verlassen haben, entführt Étienne Maud aus dem Chalet. Auf der Dorfstraße schießt Olivier Étienne an, sodass Maud fliehen kann, und gemeinsam erschießen Olivier und Adèle Étienne. Sie fesseln Sébastien im Schuppen mit den Leichen von Christine und Fabio. Alice und Manu treffen auf Adèle und Olivier, den sie nun als Julien erkennen, und die vier gehen zum Chalet. Olivier enthüllt sich dort Mathilde und bespricht mit ihr den Plan: Sie soll die Wahrheit und die Existenz von Adèle/Amélie verschweigen. Die Morde sollen Sébastien angehängt werden. Nachdem Alice sich wieder erinnert, was sie in der Mordnacht gesehen hat, stimmt sie darin ein, dann auch Maud und nach langem Zögern schließlich Manu. Zum Schluss beobachten die letzten Überlebenden, wie Julien und Amélie in den Wald gehen. |                 |               |                             |                                                |                        |                                       |

## Besetzung und Synchronisation
Die deutschsprachige Synchronisation entstand nach dem Dialogbuch und unter der Dialogregie von Christoph Seeger durch die VIS Synchron GmbH in Berlin.
| Rolle               | Zeit       | Besetzung                | Synchronisation   |
| ------------------- | ---------- | ------------------------ | ----------------- |
| Muriel Personnaz    | 1997, 2017 | Chloé Lambert            | Melanie Hinze     |
| Philippe Personnaz  | 1997, 2017 | Philippe Dusseau         | Uwe Büschken      |
| Adèle               | 2017       | Emilie de Preissac       | Nicole Hannak     |
| Manu Laverne        | 1997       | Elie Jorrasson           |                   |
| Manu Laverne        | 2017       | Marc Ruchmann            | Tim Knauer        |
| Christine Genesta   | 1997, 2017 | Blanche Veisberg         | Arianne Borbach   |
| Étienne Genesta     | 1997, 2017 | Eric Savin               | Matthias Kupfer   |
| Maud Dautremer      | 2017       | Maud Jurez               | Sonja Spuhl       |
| Sébastien Genesta   | 1997       | Max Libert               |                   |
| Sébastien Genesta   | 2017, 2018 | Nicolas Gob              | Bastian Sierich   |
| Françoise Rodier    | 1997       | Mia Delmaë               |                   |
| Jean-Louis Rodier   | 1997       | Manuel Blanc             | Frank Röth        |
| Alice Bordaz        | 1997       | Louvia Bachelier         |                   |
| Alice Bordaz        | 2017       | Agnès Delachair          | Luisa Wietzorek   |
| Fabio Romani        | 2017       | Mathieu Simonet          | Wanja Gerick      |
| Mathilde Raynard    | 2017       | Nade Dieu                | Sarah Riedel      |
| Olivier Salvet      | 2017       | Pierre-Benoist Varoclier | Fabian Oscar Wien |
| Erika Personnaz     | 2017       | Fleur Geffrier           |                   |
| Thierry Personnaz   | 1997       | Arthur Dujardin          |                   |
| Thierry Personnaz   | 2017       | Jean-Toussaint Bernard   |                   |
| Tiphaine            | 2017       | Fleur-Lise Heuet         |                   |
| Laurent Personnaz   | 1997       | Elliott Lobrot           |                   |
| Laurent Personnaz   | 2017       | Charles Petit            |                   |
| Psychiaterin        | 2018       | Catherine Vinatier       |                   |
| Alexandre Grossange | 1997, 2017 | Thierry Godard           | Tilo Schmitz      |
| Julien Rodier       | 1997       | Félix Lefebvre           | Philip Süß        |
| Amélie Rodier       | 1997       | Laura Meunier            |                   |
| Florence Personnaz  | 1997       | Samantha Markowic        |                   |
| Milou Bordaz        | 1997       | Pasquale d’Inca          | Sven Brieger      |

## Produktion

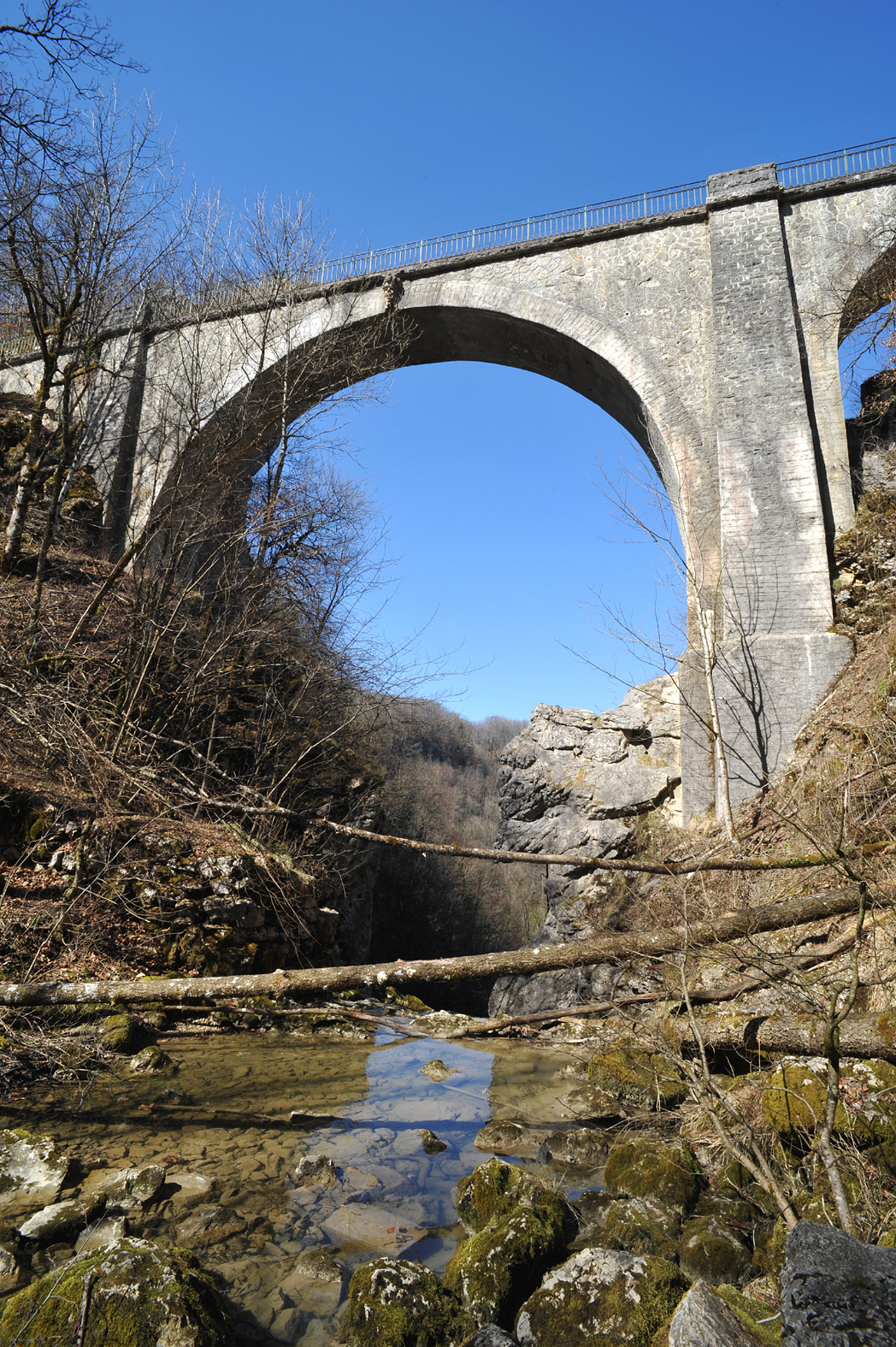
Pont du Diable bei Crouzet-Migette

Die Serie wurde von Alexis Lecaye und Camille Bordes-Resnais geschaffen, die bereits von 2013 bis 2015 für die Kriminalfilmreihe Les Dames zusammengearbeitet haben. Die Handlung 1997 soll von den Mordfällen an der Familie Flactif im Jahr 2003 und an einer Urlauberfamilie bei Chevaline im Jahr 2012 inspiriert worden sein; die Figur Alexandre Grossange von dem Mathematiker Alexander Grothendieck. Die Dreharbeiten fanden im Sommer 2016 in den französischen Gemeinden Chamonix, wo sich das Chalet befindet, und Bozel statt. Der Bahnhof in der ersten Episode ist die Gare de Morez und die Brücke, die zerstört wird, der Pont du Diable (Teufelsbrücke) bei Crouzet-Migette.
Die ersten beiden Episoden hatten Premiere auf dem Festival de la fiction TV in La Rochelle im September 2017, wurden jedoch von Kritikern als verwirrend befunden und im Auftrag des Senders France 2 überarbeitet. Nachdem im Dezember 2017 die Schauspielerin Blanche Veisberg starb, wurde die Serie ihr gewidmet.